# Psychiatrie-Museum Philippshospital
Das Psychiatrie-Museum Philippshospital (Spital Museum) ist eine museale Einrichtung im Philippshospital im hessischen Riedstadt. Das Museum befindet sich in Haus 8 des Gebäudekomplexes.  Träger ist Vitos Riedstadt.  Die archivfachliche Aufsicht über die im Museum lagernden Archivbestände liegt beim Archiv des Landeswohlfahrtsverbandes Hessen in Kassel.
Das 1535 gegründete Hospital gehört zu den ältesten psychiatrischen Pflegeanstalten in Deutschland. 1821 begann dann eine Spezialisierung auf die Betreuung und Behandlung psychiatrischer Patienten, welche den Wandel von einer reinen Verwahranstalt für psychisch Kranke zu einer renommierten Fachklinik einleitete.
Das Museum wurde 1975 von Heinrich Steiner (Oberpfleger) und Hans Deuster mit Unterstützung von Ernst Trümner (Verwaltungsleiter) in ihrer Freizeit gegründet. Die Besichtigung des Spital-Museums gleicht einem Spaziergang durch die Geschichte des Philippshospitals. Der Besuch ist bei Anmeldung möglich, es erfolgt eine fachkundige Führung mit Erläuterungen.

## Landeshospital Hofheim, Landesheilanstalt Hofheim bzw. Philippshospital
Die eigentliche Krankenhausgeschichte beginnt 1535, als Philipp der Großmütige, Landgraf zu Hessen, im Zuge der Reformation die Aufhebung aller Klöster und Pfarreien in seinem Einflussbereich beschließt und Hofun in das „Hohe Landeshospital Hofheim“ umfunktioniert.
Das Landeshospital Hofheim (heute Philippshospital) wurde als eines von insgesamt vier Hohen Hospitälern 1535 von Landgraf Philipp dem Großmütigen gestiftet. Nur zwei Jahre älter waren die beiden Einrichtungen Haina (bei Marburg) und Merxhausen (bei Kassel). Gronau (bei St. Goar) wurde erst 1542 eröffnet und in den Wirren des Dreißigjährigen Krieges (1618–1648) zerstört.
Für die vier Hospitäler galten von Beginn an festgelegte Aufnahmeregeln: 
Haina und Gronau waren nur für arme männliche Landbewohner, Hofheim und Merxhausen allein für hilfsbedürftige Frauen aus den hessischen Dörfern bestimmt. Einzugsgebiete für Haina und Merxhausen waren Ober- und Niederhessen in der alten Landgrafschaft um Marburg und Kassel und für Hofheim (Philippshospital) und Gronau die im 15. Jahrhundert als Erbschaft hinzugekommenen kleineren Territorien der Ober- und Niedergrafschaft Katzenelnbogen bestimmt.
Dass es sich bei Hofheim nicht um ein Kloster, sondern um eine Pfarrei handelte, begründete sich nur darin, dass in der Obergrafschaft, also dem Territorium um Darmstadt, kein Kloster gestanden hatte.
Jede Aufnahme in Hofheim setzte ein Bittgesuch an den Landgrafen voraus. Darin musste die Notwendigkeit der Hospitalaufnahme überzeugend begründet werden.

## Exponate
Im Museum befindet sich eine Abhandlung, die weit vor die Zeit Philipps des Großmütigen zurück reicht. Die Vor- und Frühgeschichte des Hospitals Hofheim, ehemals evangelische Pfarrei, wird erwähnt. Vorhanden sind die Krankengeschichten seit 1580, Bau- und Verwaltungsakten, Lagekarten und Pläne.
Auch findet man im Spital-Museum Archivalien Hofheimer aus dem Jahre 1584 und die Bittgesuche ab 1587.
Aus den Akten geht auch eine Arztrechnung hervor, die vom Vater (Dr. Karl-Ernst Büchner) des in Goddelau geborenen Georg Büchner ausgestellt wurde.
1838 weist eine Belegung mit 370 „Schwach- oder Blödsinnigen“ und 227 „Trunksüchtigen“ aus.
Urkunden beweisen, dass das Hospital Hofheim am 13. November 1904 in Philippshospital umbenannt wurde und über Fischereirechte im Sandbach sowie einer Bierbrauerei verfügte.
Im Museum findet man die ältesten Exponate:
- eine große Hospitaltruhe von 1620 mit ihrem komplizierten Schloss, in der bis zum Beginn des 19. Jahrhunderts der Hospitalmeister als Leiter des Hospitals seine Bargeldbestände verwahrte.

- ein Blasebalg von 1702 aus der Schmiede.

- Werkzeuge, die im ganzen Museum zu sehen sind, weisen auf die Handwerksberufe hin, die seit dem 16. Jahrhundert hier ausgeübt wurden und nach einer langen Tradition hier im „Spital“ langsam aussterben.

So sind etwa Bader, Barbiere und Wärter, Schmied, Metzger, Zimmermann, Tischler, Wagner, Maurer, Dachdecker, Maler, Weißbinder, Leinenweber, Schneider, Sattler und Buchbinder in den geschichtlichen Quellen von Philippshospital nachgewiesen.
Bei den Arbeiten in und um das Hospital waren immer Patienten mitbeteiligt, soweit es ihre körperlichen und geistigen Fähigkeiten zuließen. Landgraf Philipp hatte schon in seiner Stiftungsurkunde von 1535 verfügt, dass die Kranken in den einzelnen Versorgungsbereichen mitarbeiten sollten.
Aber nicht nur der Alltag des Hospitals in all seinen Bereichen wird dokumentiert. Die Museumsbesucher erhalten auch einen Einblick bis ins 19. Jahrhundert über den Gebrauch von Zwangsmitteln, wie zum Beispiel Zwangsstühle oder Zwangsjacken.
Ein seltenes Ausstellungsstück ist die massive hölzerne, eisenbeschlagene Tür einer „Tobzelle“ aus dem 18. Jahrhundert. Im sogenannten „Gelben Bau“, der an die Kirche und den großen Brüderbau anschloss und vor der großen Umbauphase abgerissen wurde, gab es 15 dieser finsteren, mit Drahtgitterfenstern abgeschlossenen Zellen.
Im Raum I (Arzt) ist auch die umfangreiche historische Bibliothek des Hospitals untergebracht mit medizinischen Fachbüchern und Zeitschriften von 1820 bis 1950. Hier findet man auch Bücher über die Rassenhygiene bzw. Rassenlehre.
Das gezeigte Mobiliar stammt aus ärztlichen Dienst- und Behandlungszimmern, Bänken aus der Kirche und einem Essenssaal, ein Patiententisch mit Anstaltsgeschirr aus Blech und Porzellan.
Laborgeräte und medizinische Instrumente werden gezeigt. In Formalin eingelegte Präparate (Herz, Schädeldach, Bandwürmer) aus der Pathologie dienten als Anschauungsobjekte für die Krankenpflegeschule im Philippshospital.
Die Ausstellung zeigt Messgeräte, die aus dem im 19. Jahrhundert errichteten Wärme- und Elektrizitätskraftwerk stammen. Mit der kleinen Handdruckerei versorgte sich das Philippshospital mit Formularen, Rechnungs- oder Überwachungsbüchern. Auch ein Webstuhl (einst 80 Webstühle) und ein Spinnrad gehören dazu, in denen auch Patienten zur Mitarbeit herangezogen wurden.
Der dritte Ausstellungsraum zeigt auch zwei Apparaturen der Elektrokonvulsionstherapie, die fast bei allen psychiatrischen Erkrankungen angewandt wurde. Einem narkotisierten Patienten wurden an beiden Schläfen so lange Stromstöße verabreicht, bis ein Krampfanfall auftrat. Seit einem Todesfall 1954 wurde diese Behandlung im Philippshospital eingestellt.
Zu der allgemeinen ärztlichen Untersuchung der Patienten gehörte im Philippshospital je nach Bedarf auch die zahnärztliche Behandlung. Für den Zahnarzt war ein Zimmer reserviert, die Instrumente liegen in einer Glasvitrine. Auch eine Reihe von Sektionsinstrumenten befinden sich in der Vitrine. Bei einem unklaren Todesfall wurde durch eine Obduktion dessen Ursache festgestellt. Das Archiv des Philippshospitals überliefert Sektionsprotokolle ab dem Jahr 1861.